# گائتانو تروجا
گائتانو تروجا (انگلیسی: Gaetano Troja؛ زادهٔ ۲۵ ژوئیهٔ ۱۹۴۴) بازیکن فوتبال اهل ایتالیا است.
از باشگاه‌هایی که در آن بازی کرده‌است می‌توان به باشگاه فوتبال برشا، باشگاه فوتبال باری، باشگاه فوتبال کاتانیا، باشگاه فوتبال پالرمو، و باشگاه فوتبال ناپولی اشاره کرد.